# سنت دیویدز
 سنت دیویدز  (به انگلیسی: St David's) شهری کوچک است در کشور ولز. جمعیت این شهر ۱٬۷۹۷ نفر است.

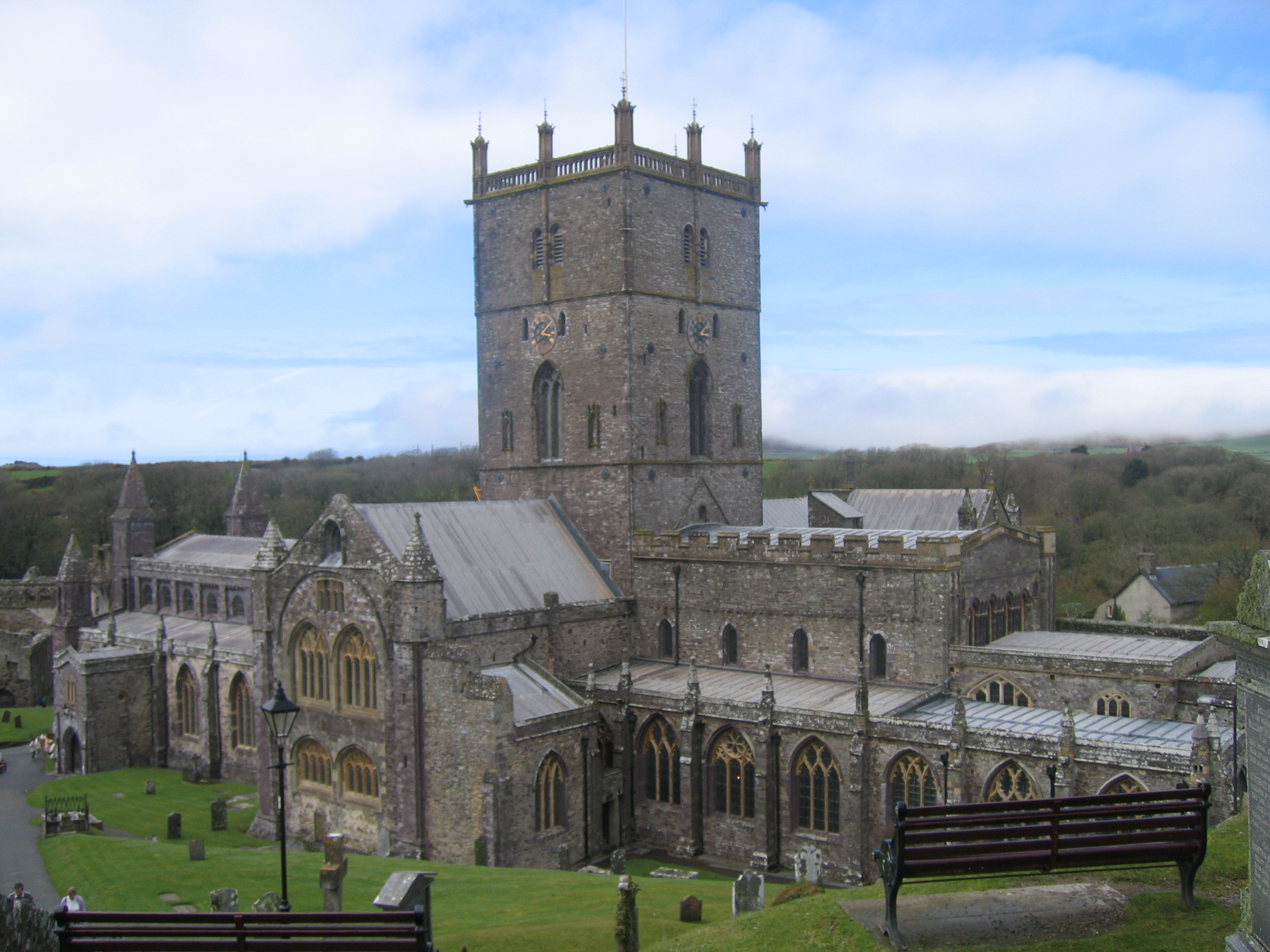
شهر سنت دیویدز